# Casola Valsenio
Casola Valsenio is een gemeente in de Italiaanse provincie Ravenna (regio Emilia-Romagna) en telt 2843 inwoners (31-12-2004). De oppervlakte bedraagt 84,4 km², de bevolkingsdichtheid is 34 inwoners per km².
De volgende frazioni maken deel uit van de gemeente: Zattaglia, Baffadi, S.Apollinare, Valsenio, Mercatale.

## Demografie
Casola Valsenio telt ongeveer 1187 huishoudens. Het aantal inwoners daalde in de periode 1991-2001 met 2,9% volgens cijfers uit de tienjaarlijkse volkstellingen van ISTAT.
| Jaar | Inwoneraantal |
| ---- | ------------- |
| 1991 | 2930          |
| 2001 | 2844          |

## Geografie
De gemeente ligt op ongeveer 195 m boven zeeniveau. Op het grondgebied van de gemeente ligt een deel van het regionaal park Vena del Gesso Romagnola.
Casola Valsenio grenst aan de volgende gemeenten: Borgo Tossignano (BO), Brisighella, Castel del Rio (BO), Fontanelice (BO), Palazzuolo sul Senio (FI), Riolo Terme.